# Ursula Andress
Ursula Andress (Ostermundigen (kanton Bern), 19 maart 1936) is een Zwitsers actrice. Ze is vooral bekend als bondgirl Honey Ryder in de eerste film in 1962 van James Bond, Dr. No. Vanwege haar zware accent is haar stem in de film niet te horen, de teksten werden later ingesproken door Nikki van der Zyl. Voor de rol als bondgirl kreeg Andress een vergoeding van 10.000 dollar.
De schrijver van de James Bondboeken Ian Fleming was zo onder de indruk van de verschijning van Andress, dat zij een rol kreeg in het boek On Her Majesty's Secret Service. Later keerde ze terug als bondgirl in de officieuze Bondfilm Casino Royale uit 1967.
Andress was een bekend sekssymbool in de jaren 1960. Het moment waarop ze al zingend en gekleed in slechts een bikini uit de Caraïbische Zee stapt in Dr. No behoort tot de bekendste fragmenten uit de James Bondfilms. Ze trad daarnaast samen met Dean Martin en Frank Sinatra op in 4 for Texas en was de tegenspeelster van Elvis Presley in Fun in Acapulco.
Andress had in de jaren 1950 een korte relatie met James Dean.

## Filmografie
| film                                           | jaar        | rol                         | opmerkingen                                       |
| ---------------------------------------------- | ----------- | --------------------------- | ------------------------------------------------- |
| Un americano a Roma                            | 1954        | Astrid Sjöström             | Onvermeld                                         |
| La catena dell'odio                            | 1955        | ?                           |                                                   |
| Le avventure di Giacomo Casanova               | 1955        | Passagier                   |                                                   |
| Dr. No                                         | 1962        | Honey Ryder                 | Bondgirl                                          |
| Fun in Acapulco                                | 1963        | Marguerita Dauphin          |                                                   |
| 4 for Texas                                    | 1963        | Maxine Richter              |                                                   |
| Once Before I Die                              | 1965        | Alex                        |                                                   |
| Nightmare in the Sun                           | 1965        | Echtgenote                  |                                                   |
| She                                            | 1965        | Ayesha                      |                                                   |
| What's New Pussycat?                           | 1965        | Rita                        |                                                   |
| Les Tribulations d'un chinois en Chine         | 1965        | Alexandrine Pinardel        |                                                   |
| La decima vittima                              | 1965        | Caroline Meredith           | Engelse titel: The 10th Victim                    |
| The Blue Max                                   | 1966        | Gravin Kaeti von Klugermann |                                                   |
| Casino Royale                                  | 1967        | Vesper Lynd/007             | Bondgirl                                          |
| Le dolci signore                               | 1968        | Norma                       |                                                   |
| The Southern Star                              | 1969        | Erica Kramer                |                                                   |
| Perfect Friday                                 | 1970        | Britt                       |                                                   |
| Soleil rouge                                   | 1971        | Cristina                    | Engelse titel: Red Sun                            |
| Five Against Capricorn                         | 1972        |                             |                                                   |
| L'ultima chance                                | 1973        | Michelle Nolton             |                                                   |
| Colpo in canna                                 | 1974        | Nora Green                  | Engelse titel: Loaded Guns                        |
| L'infermiera                                   | 1975        | Anna                        | Engelse titel: The Sensuous Nurse                 |
| Africa Express                                 | 1975        | Madeleine Cooper            |                                                   |
| Le avventure e gli amori di Scaramouche        | 1975        | Josephine De Beauharnais    | Engelse titel: The Loves and Times of Scaramouche |
| Safari Express                                 | 1976        | Miriam                      |                                                   |
| Spogliamoci così senza pudor                   | 1976        | Marina                      | Engelse titel: Sex With A Smile 2                 |
| La montagna del dio cannibale                  | 1978        | Susan Stevenson             | Engelse titel: The Mountain of the Cannibal God   |
| Doppio delitto                                 | 1978        | Prinses Dell'Orso           | Engelse titel: Double Murder                      |
| The Fifth Musketeer                            | 1979        | Louise de la Vallière       |                                                   |
| Letti selvaggi                                 | 1979        | The Stroller and the Widow  | Engelse titel: Tigers in Lipstick                 |
| Clash of the Titans                            | 1981        | Aphrodite                   |                                                   |
| Krasnye kolokola, film pervyy - Meksika v ogne | 1982        | Mabel Dodge                 |                                                   |
| Manimal                                        | 1983        | Karen                       | tv                                                |
| Liberté, égalité, choucroute                   | 1985        | Marie-Antoinette            |                                                   |
| Peter the Great                                | 1986        | Athalie                     | tv-serie                                          |
| Falcon Crest                                   | 1987 - 1988 | Madame Malec                | tv-serie                                          |
| Klassäzämekunft                                | 1988        |                             |                                                   |
| Man Against the Mob: The Chinatown Murders     | 1989        | Betty Starr                 | tv                                                |
| Il Professore - Diva                           | 1989        | Susy Kaminski               | tv                                                |
| Fantaghirò 3                                   | 1993        | Xellesia                    | tv-serie                                          |
| Fantaghirò 4                                   | 1994        | Xellesia                    | tv-serie                                          |
| Alles gelogen                                  | 1996        |                             |                                                   |
| Cremaster 5                                    | 1997        | Queen of Chain              |                                                   |
| Die Vogelpredigt                               | 2005        |                             |                                                   |

- Bibsys: 99018975
- Biblioteca Nacional de España: XX1726535
- Bibliothèque nationale de France: cb13890778p (data)
- Catàleg d'autoritats de noms i títols de Catalunya: 981058507840406706
- CiNii: DA13520058
- Gemeinsame Normdatei: 136336647
- International Standard Name Identifier: 0000 0001 2141 3929
- Library of Congress Control Number: n80153308
- MusicBrainz: ce09b5be-5fe5-48c3-b67d-a607d581e630
- Nationale Bibliotheek van Tsjechië: xx0034130
- Nationale bibliotheek van Australië: 35414378
- Nationale Bibliotheek van Israël: 987007446974605171
- Nationale Bibliotheek van Polen: a0000001675046
- Nederlandse Thesaurus van Auteursnamen: 254906982
- SNAC: w6jd818z
- Système universitaire de documentation: 060331607
- Virtual International Authority File: 80698778
- WorldCat: E39PBJkhMwKWb9fWJcD9PDyGHC